# أيلا: ابنة الحرب
أيلا ابنة الحرب (بالتركية: Ayla)‏ هو فيلم دراما تركي تم إنتاجه في سنة 2017 من إخراج جان أولكاي وبطولة جيتين تيكندور وإسماعيل حجي أوغلو وكيونغ جين لي و كيم سول و داملا سونمز وعلي أتاي ومراد يلديريم و كلوديا فان إيتن، أختير الفيلم للمنافسة للحصول على جائزة الأوسكار لأفضل فيلم بلغة أجنبية كممثل لتركيا إلا أنه لم يصل إلى النهائيات.

## القصة
أثناء الحرب الكورية يقوم الرقيب سليمان من اللواء التركي بإنقاذ طفلة كورية صغيرة تعاني من البرد وحيدة في غابة، ليقوم بعد ذلك بتربيتها ونشوء علاقة صداقة بينهما على الرغم من اختلاف لغتيهما، ثم يجبر سليمان على العودة إلى بلاده وتركها.

## البطولة
- جيتين تيكندور بدور سليمان الكبير
- إسماعيل حجي أوغلو بدور سليمان الصغير
- كيونغ جي لي بدور أيلا الكبيرة
- كيم سول بدور أيلا الصغيرة
- علي أتاي بدور علي
- داملا سونمز بدور نوران
- مراد يلديريم بدور الملازم مسعود
- كلوديا فان إيتن بدور مارلين مونرو

## وصلات خارجية
- أيلا: إبنة الحرب على موقع IMDb (الإنجليزية)
- أيلا: إبنة الحرب على موقع روتن توميتوز (الإنجليزية)
- أيلا: إبنة الحرب على موقع ألو سيني (الفرنسية)
- أيلا: إبنة الحرب على موقع أول موفي (الإنجليزية)
- أيلا: إبنة الحرب على موقع فيلمافينيتي (الإسبانية)
- أيلا: إبنة الحرب على موقع قاعدة بيانات الفيلم (الإنجليزية)
- أيلا: إبنة الحرب على موقع ليتربوكسد (الإنجليزية)
- أيلا: إبنة الحرب على موقع كينوبويسك (الروسية)
- الموقع الرسمي